# Списак премијера Холандије
Председник Владе Холандије председава Саветом министара Холандије. Он је де факто шеф владе и координира владину политику.
Ово је списак премијера Холандије од успостављања овог положаја 1848. године.

## Списак
| Име                             | Рођен               | Умро                | Именовање          | Крај мандата       | Политичка партија                                     |
| ------------------------------- | ------------------- | ------------------- | ------------------ | ------------------ | ----------------------------------------------------- |
| Герит Шимелпенинк               | 25. фебруар 1794.   | 4. октобар 1863.    | 25. март 1848.     | 17. мај 1848.      |                                                       |
| Јакоб де Кемпенар               | 6. јул 1793.        | 12. фебруар 1870.   | 21. новембар 1848. | 1. новембар 1849.  |                                                       |
| Јохан Рудолф Торбеке            | 14. јануар 1798.    | 4. јун 1872.        | 1. новембар 1849.  | 19. април 1853.    |                                                       |
| Флорис Адријан ван Хал          | 15. мај 1791.       | 29. март 1866.      | 19. април 1853.    | 1. јул 1856.       |                                                       |
| Јустинус ван ден Бруген         | 6. август 1804.     | 2. октобар 1863.    | 1. јул 1856.       | 18. март 1858.     |                                                       |
| Јан Јакоб Рохусен               | 23. октобар 1797.   | 21. јануар 1871.    | 18. март 1858.     | 23. фебруар 1860.  |                                                       |
| Флорис Адријан ван Хал          | 15. мај 1791.       | 29. март 1866.      | 23. фебруар 1860.  | 14. март 1861.     |                                                       |
| Јаков ван Зујлен ван Нијевелт   | 29. јун 1816.       | 4. новембар 1890.   | 14. март 1861.     | 10. новембар 1861. |                                                       |
| Шелто ван Хемстра               | 14. новембар 1807.  | 20. децембар 1864.  | 10. новембар 1861. | 1. фебруар 1862.   |                                                       |
| Јохан Рудолф Торбеке            | 14. јануар 1798.    | 4. јун 1872.        | 1. фебруар 1862.   | 10. фебруар 1866.  |                                                       |
| Исак Дигнус Франсен ван де Путе | 22. март 1822.      | 3. март 1902.       | 10. фебруар 1866.  | 1. јун 1866.       |                                                       |
| Јулијан ван Зујлен ван Нијевелт | 19. август 1819.    | 1. јул 1894.        | 1. јун 1866.       | 4. јун 1868.       |                                                       |
| Питер Филип ван Босе            | 16. децембар 1809.  | 21. фебруар 1879.   | 4. јун 1868.       | 4. јануар 1871.    |                                                       |
| Јохан Рудолф Торбеке            | 14. јануар 1798.    | 4. јун 1872.        | 4. јануар 1871.    | 4. јун 1872.       |                                                       |
| Герит де Врис                   | 22. фебруар 1818.   | 4. март 1900.       | 4. јун 1872.       | 27. август 1874.   |                                                       |
| Јан Хемскерк                    | 30. јул 1818.       | 9. октобар 1897.    | 27. август 1874.   | 3. новембар 1877.  |                                                       |
| Јан Капејн ван де Копело        | 2. октобар 1822.    | 28. јул 1895.       | 3. новембар 1877.  | 20. август 1879.   |                                                       |
| Тео ван Линден ван Санденбург   | 24. фебруар 1826.   | 18. новембар 1885.  | 20. август 1879.   | 23. април 1883.    |                                                       |
| Јан Хамскерк                    | 30. јул 1818.       | 9. октобар 1897.    | 23. април 1883.    | 20. април 1888.    |                                                       |
| Енеј Мекеј                      | 29. новембар 1839.  | 13. новембар 1909.  | 20. април 1888.    | 21. август 1891.   |                                                       |
| Енеј Мекеј                      | 29. новембар 1839.  | 13. новембар 1909.  | 20. април 1888.    | 21. август 1891.   | Антиреволуционарна партија                            |
| Гијсберт ван Тиенховен          | 12. фебруар 1841.   | 10. октобар 1914.   | 21. август 1891.   | 9. мај 1894.       |                                                       |
| Јоан Рејел                      | 21. јул 1844.       | 13. јул 1914.       | 9. мај 1894.       | 27. јул 1897.      |                                                       |
| Николас Пирсон                  | 7. фебруар 1839.    | 24. децембар 1909.  | 27. јул 1897.      | 31. јул 1901.      | Либерална унија                                       |
| Абрахам Кајпер                  | 29. октобар 1837.   | 8. новембар 1920.   | 1. август 1901.    | 17. август 1905.   | Антиреволуционарна партија                            |
| Тео де Местер                   | 16. децембар 1851.  | 27. децембар 1919.  | 17. август 1905.   | 12. фебруар 1908.  | Либерална унија                                       |
| Тео Хемскерк                    | 20. јул 1852.       | 12. јун 1932.       | 12. фебруар 1908.  | 29. август 1913.   | Антиреволуционарна партија                            |
| Питер Корт ван дер Линден       | 14. мај 1846.       | 15. јул 1935.       | 29. август 1913.   | 9. септембар 1918. |                                                       |
| Шарл Рајс де Беренбраук         | 1. децембар 1873.   | 17. април 1936.     | 9. септембар 1918. | 4. август 1925.    | Римокатоличка државна партија                         |
| Хендрик Колајн                  | 22. јун 1869.       | 18. септембар 1944. | 4. август 1925.    | 8. март 1926.      | Антиреволуционарна партија                            |
| Дирк Јан де Гер                 | 14. децембар 1870.  | 28. новембар 1960.  | 8. март 1926.      | 10. август 1929.   | Хришћанска историјска унија                           |
| Шарл Рајс де Беренбраук         | 1. децембар 1873.   | 17. април 1936.     | 10. август 1929.   | 26. мај 1933.      | Римокатоличка државна партија                         |
| Хендрик Колајн                  | 22. јун 1869.       | 18. септембар 1944. | 26. мај 1933.      | 10. август 1939.   | Антиреволуционарна партија                            |
| Дирк Јан де Гер                 | 14. децембар 1870.  | 28. новембар 1960.  | 10. август 1939.   | 3. септембар 1940. | Хришћанска историјска унија                           |
| Питер Гербрандај                | 13. април 1885.     | 7. септембар 1961.  | 3. септембар 1940. | 24. јун 1945.      | Антиреволуционарна партија                            |
| Вим Шемерхорн                   | 17. децембар 1894.  | 10. март 1977.      | 24. јун 1945.      | 3. јул 1946.       | Слободоумна Демократска Лига                          |
| Луј Бел                         | 12. април 1902.     | 11. фебруар 1977.   | 3. јул 1946.       | 7. август 1948.    | Католичка Народна Партија                             |
| Вилем Дрес                      | 5. јул 1886.        | 14. мај 1988.       | 7. август 1948.    | 22. децембар 1958. | Радничка партија                                      |
| Луј Бел                         | 12. април 1902.     | 11. фебруар 1977.   | 22. децембар 1958. | 19. мај 1959.      | Католичка Народна Партија                             |
| Јан де Квај                     | 26. август 1901.    | 4. јул 1985.        | 19. мај 1959.      | 24. јул 1963.      | Католичка Народна Партија                             |
| Виктор Маријнен                 | 21. фебруар 1917.   | 5. април 1975.      | 24. јул 1963.      | 14. април 1965.    | Католичка Народна Партија                             |
| Јо Калс                         | 18. јул 1914.       | 30. децембар 1971.  | 14. април 1965.    | 22. новембар 1966. | Католичка Народна Партија                             |
| Ел Зејлстра                     | 27. август 1918.    | 23. децембар 2001.  | 22. новембар 1966. | 5. април 1967.     | Антиреволуционарна партија                            |
| Пит де Јонг                     | 3. април 1915.      |                     | 5. април 1967.     | 6. јул 1971.       | Католичка Народна Партија                             |
| Барент Бишјовел                 | 5. април 1920.      | 29. април 2001.     | 5. април 1967.     | 6. јул 1971.       | Антиреволуционарна партија                            |
| Јоп ден Ујл                     | 9. август 1919.     | 24. децембар 1987.  | 11. мај 1973.      | 19. децембар 1977. | Радничка партија                                      |
| Дрис ван Агт                    | 2. фебруар 1931.    |                     | 19. децембар 1977. | 4. новембар 1982.  | Католичка народна партија/Хришћански демократски апел |
| Руд Луберс                      | 7. мај 1939.        |                     | 4. новембар 1982.  | 22. август 1994.   | Хришћански демократски апел                           |
| Вим Кок                         | 29. септембар 1938. |                     | 22. август 1994.   | 22. јул 2002.      | Радничка партија                                      |
| Јан Петер Балкененде            | 7. мај 1956.        |                     | 22. јул 2002.      | 14. октобар 2010.  | Хришћански демократски апел                           |
| Марк Руте                       | 14. фебруар 1967.   |                     | 14. октобар 2010.  | 2. јул 2024.       | Народна партија за слободу и демократију              |
| Дик Схоф                        | 8. март 1957.       |                     | 2. јул 2024.       |                    | Независан                                             |